# Campionati europei di ciclismo su strada 2012 - Cronometro femminile Junior
La cronometro femminile Junior dei Campionati europei di ciclismo su strada 2012 si è svolta il 10 agosto 2012 a Goes, nei Paesi Bassi, per un percorso di 14,8 km. La gara è stata vinta dall'olandese Corine van der Zijden, che ha terminato la gara in 19'52", alla media di 44,691 km/h.

## Classifica (Top 10)
| Pos. | Corridore             | Squadra     | Tempo  |
| ---- | --------------------- | ----------- | ------ |
| 1    | Corine van der Zijden | Paesi Bassi | 19'52" |
| 2    | Ksenija Dobrynina     | Russia      | a 8"   |
| 3    | Lotte Kopecky         | Belgio      | a 10"  |
| 4    | Eva Mottet            | Francia     | a 25"  |
| 5    | Lourdes Oyarbide      | Spagna      | a 34"  |
| 6    | Kaat Vandermeulen     | Belgio      | a 37"  |
| 7    | Demi de Jong          | Paesi Bassi | a 40"  |
| 8    | Manon Bourdiaux       | Francia     | a 42"  |
| 9    | Stella Riverditi      | Italia      | a 42"  |
| 10   | Anna Knauer           | Germania    | a 43"  |